# Předmostí (Přerov)
Předmostí (Přerov II-Předmostí; německy Przedmost) je místní část statutárního města Přerova. Koncem roku 2005 zde žilo 5 088 obyvatel. Leží na severozápadním břehu Bečvy v ústí Moravské brány, na nejjižnějších výběžcích Oderských vrchů. Jeho přírodní dominantou bývala dvě návrší vytvořená sprašovými nánosy (Hradisko a Skalka), dnes z větší části zaniklá následkem průmyslové těžby. Předmostím tekla zemitá kyselka, využívaná obyvateli ještě v 80. letech 20. století.
V současném období se v Předmostí připravuje úsek dálnice D1 0136 Říkovice - Přerov.

## Historie

### Prehistorie
Předmostí bylo významným paleolitickým sídlištěm lovců mamutů, kteří zde žili asi před 25–30 tisíci lety. Už před nimi zde ale pobývali neandrtálci (okolo 100 000 př. n. l.), podařilo se ale nelézt pouze několik jejich nástrojů. Souvislé osídlení (s určitými mezerami) je prokázáno prakticky od mladého paleolitu (kultura s lineární keramikou, 5000 př. n. l.), kdy v Předmostí sídlili první zemědělci, až do slovanského období. Ve střední době hradištní zde stávalo velkomoravské hradiště a rozsáhlé kosterní pohřebiště. Do Předmostí v mladém paleolitu zasadil svůj slavný román Lovci mamutů Eduard Štorch.

### Dějiny do roku 1918
Původ jména Předmostí se obvykle vysvětluje jako „Místo před mostem“. Přes starobylost osídlení je první písemná zmínka o obci datována k 11. listopadu 1362. Existoval v ní farní kostel a farářem zde byl kněz Macůrek. Existují i další záznamy z té doby, například z roku 1368, kdy měštka Střešna z Předmostí prodala dvůr v Přerově Matějovi z Předmostí. K roku 1374 je v Předmostí zmiňován půhončů Vach, o rok později půhončí Adam. V roce 1384 moravský markrabě Prokop daroval Ješkovi z Třebišova manský dvůr v Předmostí, který užívali k obživě kasteláni přerovského hradu. Markrabě Jošt Moravský dal zase roku 1406 za věrné služby Sulíkovi z Konice zboží patřící k markrabskému šenkovství, k němuž náležely i lány rolí v Předmostí. 19. července 1410 je zmiňován farní kostel v Předmostí s farářem Ličkem. Pro rok 1412 existují záznamy o soudních sporech mezi Mabkou a Petrem z Předmostí ohledně předmostského dvora, prodaného Mabkou, a pro rok 1416 zápis v moravských zemských deskách, v němž Jan z Rokytnice prodává Milotovi z Tvorkova a dědicům alodiální dvorec s pozemky, chlumem zvaným Skalka a zahradou. Ten pak roku 1447 prodal markraběcí dvůr Martinovi a Matuškovi z Předmostí.
Roku 1487 král Vladislav Jagellonský předal k dědičnému užívání Vilémovi z Pernštejna přerovské panství, a to včetně Předmostí, čemuž se bránili zdejší majitelé svobodných dvorů (Stašek ze Závad, Ondra Korytník, Matěj Bacák, Martin, Vaněk a Jan Mukař z Kokor, který tu měl tři poddané). Pernštejnové však s Předmostím přece jen v dalších letech disponovali. Vilém roku 1507 koupil svobodný dvůr v Předmostí za kostelem od zemana Jiřího Leščanského za 180 hřiven, a roku 1519 povolil jeho nástupce Jan z Pernštejna zřízení pastviska v lese „na Lipovej“. Tentýž osvobodil Předmostské od některých robot, které byly změněny na peněžitý plat (netýkalo se dovážení dříví), roku 1541 jim dal právo čepovat přerovské pivo (privilegium trvalo ale jen do roku 1564) a o dva roky později přenechal přerovským mýto u Předmostí.
V roce 1585 prodal Jan z Pernštejna panství Janu Manriquovi de Lara, o 9 let později jej ale musel převzít zpět. V roce 1596 se novými majiteli Předmostí stali Žerotínové. Předmostí pak spadalo vlastně pod panství přerovské. Žerotínové měli v obci solný obchod a vinopalnu. K roku 1516 odvádělo berní z Předmostí 16 usedlých. Už v 16. století se na Hradisku lámal devonský vápenec (roku 1536 jej zde dobývali Přerované pro stavební účely). Většina obyvatelstva se ale řadila k bohatšímu rolnictvu.

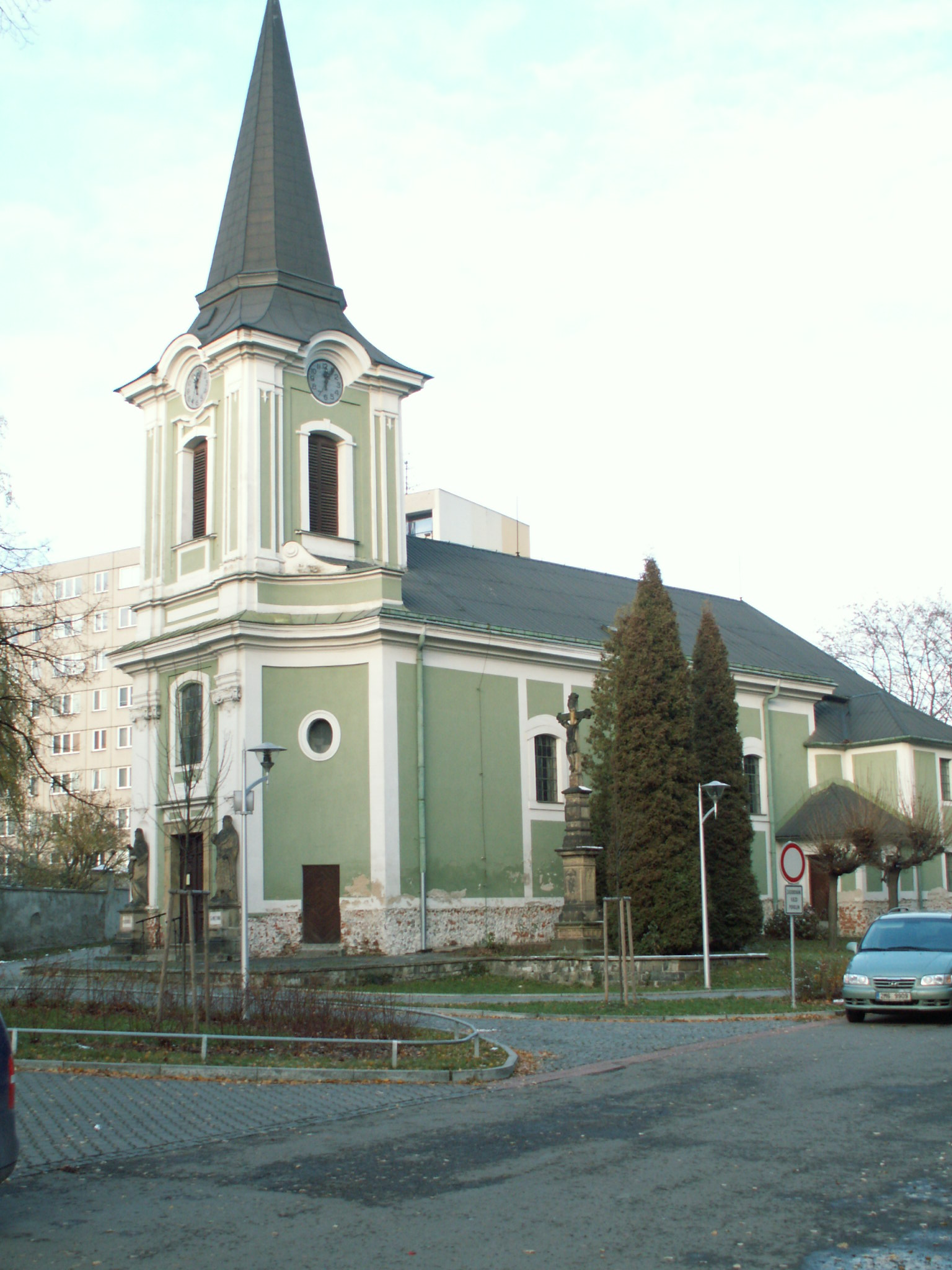
Kostel sv. Maří Magdalény z roku 1772

Čeští bratři se usazovali v Předmostí již za Viléma z Pernštejna, v 16. století je ale přečíslili luteráni. Kostel sv. Maří Magdalény byl v té době luteránský. Evangelický předmostský farář Adolf rozpoutal roku 1571 spor s městskou radou přerovskou o pohřby českých bratří na šířavském hřbitově v Přerově. Další náboženské spory nastaly o deset let později, když předmostští odmítli faráře, dosazeného biskupem Stanislavem II. Pavlovským. Následná třicetiletá válka si vyžádala svou daň i v Předmostí. Nekatolíci se museli vystěhovat, obec sama byla roku 1642 vypálena Švédy. Katolický farář byl u kostela dosazen až mnoho let po válce. V roce 1657 jej měl spravovat přerovský farář Ausswitzer. Samostatný farář byl znovu ustaven až roku 1661, kdy se jím stal Jan Alois Kornelius.
V 18. století propukly sváry předmostských s přerovskými měšťany. Předmostští jim totiž uloupili proso zaseté na rybníku. Spor se táhl dvacet let (1716–1736), než bylo rozhodnuto, že rybníky připadnou městu a předmostští budou mít zakázáno pást na nich dobytek. Za válek o dědictví rakouské protáhli obcí Prusové (leden 1741). Vrátili se v dubnu 1742 a tentokrát vyloupili farní kostel. Vzápětí obec obsadili Rakušané, kteří ovšem měli problémy s disciplínou – část uherského pluku se totiž 23. dubna vzbouřila.
Kostel sv. Maří Magdalény, který je historickou dominantou Předmostí, existuje v současné přestavěné podobě od roku 1772. Sochy sv. Cyrila a Metoděje před vchodem byly pořízeny roku 1863 k tisíciletému výročí jejich mise. Při zadní stěně před oltářem se nachází náhrobek Kateřiny, manželky Kuneše z Vrchlabí a na Čekyni († 1526). Fara pochází z roku 1780, na jejím místě stála ovšem fara starší.
Za josefinismu došlo k několika pokrokovým změnám. V roce 1784 byla založena jednotřídní škola. Po dvojnásobném vyhoření (zejména za katastrofálního požáru roku 1831) byla v roce 1834 postavena školní budova za kostelem, která byla roku 1867 rozšířena na dvojtřídku. Roku 1807 byl založen nový hřbitov, tehdy ležící mimo obec. Na starém hřbitově u kostela se tak pohřbívat přestalo, zrušen byl však až v roce 1943.
K Předmostí byly v 19. století přifařeny Dluhonice, Čekyně, Vinary, Popovice a Lýsky. Farář dostával až do roku 1848 desátek v naturáliích i penězích (108 zlatých a 6 krejcarů). V polovině 19. století dorazila do Předmostí průmyslová revoluce. Spraše byly využívány ve dvou místních cihelnách – Fryčkově (od 1895) a Mandlově, později nazývané Společenské. Kopec Hradisko byl následkem těžby vápence (a později též archeologických vykopávek) zcela srovnán se zemí, ze Skalky se zachovalo jen torzo. V roce 1856 byla postavena křižovatka železniční tratě.
Průmyslově zpracovávány nebyly jen hlíny, ale dokonce i četné mamutí kosti. Od roku 1859 se vyvážely do přerovského cukrovaru a do holešovské košťárny. Využívaly se k výrobě spodia a umělých hnojiv, které využávali rolníci na polích. Plundrování přírodního bohatství bylo alarmující. Archeologické výzkumy prováděli nekoordinovaně hlavně soukromí badatelé, docházelo k velkým ztrátám vědeckého materiálu. Teprve v roce 1880 se vykopávek na profesionální úrovni ujal Jindřich Wankel. V dalších letech se zapojili Karel Jaroslav Maška, Martin Kříž, Josef Matiegka a další. Nejúspěšnějšími se stala léta 1894 a 1895. Objeven byl mimo jiné hrob dvaceti lidí archaického typu Homo sapiens sapiens, sošky (několik sedících venuší, soška mamuta), a rytina geometrické venuše v mamutím klu. Všechny tyto nálezy byly datovány do mladšího paleolitu (stáří asi 25 000 let). Předmostí vešlo ve známost po celém světě, navštívily jej i mezinárodně proslulí archeologové. Martin Kříž ukončil výzkumy v roce 1897. K novým výkopům došlo až po roce 1918.
Roku 1898 byla postavena nová dvoutřídní školní budova (sloužila samostatně devadesát let), která stále stojí. V letech 1892–1905 stála pod Čekyňským kopcem směrem k lomu vojenská střelnice. Rozvíjel se spolkový život – prvním spolkem byl od roku 1888 čtenářský a pěvecký spolek, následován v roce 1897 pobočkou Matice školské, katolickým spolkem roku 1902 a Národní jednotou roku 1910. Spolkový život byl výhradně český, Němců a Židů žilo v Předmostí jen několik.

### Období 1918–1960
Krátce po vzniku republiky se vyskytla otázka, zda obec, již těsně přiléhající k Přerovu, ponechat samostatnou, nebo zda z ní učinit součást města. Zjednodušeně můžeme říci, že pro spojení se vyslovovala radnice v Přerově, proti pak zastupitelé Předmostí. Motivace přerovanů vycházela ze snahy docílit toho, aby měl Přerov 25 000 obyvatel (a tím byl přeřazen do lepší daňové skupiny), Předmostští pak nejevili příliš nadšení proto, že místní obecní finance byly v podstatně lepším stavu než v případě Přerova a nešlo tedy očekávat hospodářský zisk. Za samostatnost Předmostí se plně stavěl také dlouholetý starosta, národní socialista Josef Knejzlík (v úřadu 1919–1942).
Volby do obecního zastupitelstva dopadly podle hlasů a mandátů v meziválečném období takto:
| Strana                       | 1919    | 1923    | 1927    | 1931     |
| ---------------------------- | ------- | ------- | ------- | -------- |
| Národní socialisté           | 234 (7) | 207 (7) | 344 (9) | 511 (14) |
| Československá strana lidová | -       | 175 (6) | 206 (6) | 248 (7)  |
| Sociální demokracie          | 147 (4) | -       | -       |          |
| Agrárníci                    | 128 (4) | -       | -       | -        |
| KSČ                          | -       | 112 (4) | 100 (3) | 115 (3)  |
| Sdružení obč. stran          | -       | 41 (1)  | -       | -        |

Předmostí tak bylo prakticky rozdělilo do dvou táborů – lidoveckého a národně socialistického. Kromě nich se v obecních volbách dlouhodobě, ale v malé míře, prosazovala KSČ. Tato polarizace přinesla mnohé vyhraněné projevy dobového politického folklóru. Okázalé náboženské slavnosti následovaly antiklerikální trucakce (a naopak), lidovci si stěžovali na duchovní útisk, národní socialisté deklarovali boj za kulturní pokrok. Sám starosta Josef Knejzlík byl velice aktivní, takže se v protivném táboře stal častým terčem útoků. Nescházely ani žaloby za urážky na cti apod.
I v tomto období pokračovaly vykopávky (A. Telička, Karel Absolon, v padesátých letech Karel Žebera). V roce 1924 bylo schváleno otevření měšťanky, k čemuž prakticky došlo až o dva roky později, kdy byla dobudována přístavba ke školní budově. Měšťanka měla ve druhé polovině dvacátých let tři třídy se 119 žáky. Roku 1938 byl po dlouhých průtazích zprovozněn podjezd mezi Předmostím a Přerovem. Nejvýznamnějším podnikem v obci byly Společenské cihelny s.r.o., které roku 1935 převzal L. Šilhavý, majitel pivovaru v Přerově. Druhá cihelna, Přikrylova, zaměstnávala v době konjunktury 120 dělníků. Krom toho se v Předmostí vyráběly pivní tlakostroje a lihoviny. V obci byla dále pošta a četnická stanice.
Po první světové válce vzniklo několik dalších spolků, především Sokol (1919), divadelní spolek, chovatelský spolek, nebo sportovní klub. Z politických spolků fungoval Orel, DTJ, po roce 1921 též FDTJ. Národní socialisté založili též konzum a organizaci své mládeže a lidovci družstvo Lidového domu. Dělníci byli členy několika odborových organizací, hlavně národně socialistických a komunistických. V roce 1932 vznikla odbočka Národního všeodborového sdružení (napojeného na Národní demokracii).
Obec československé církve byla založena v roce 1924, o něco později pak vznikl Spolek proletářských bezvěrců. Katolíků v obci relativně ubývalo. K československé církvi se hlásilo v roce 1921, tedy nedlouho po jejím vzniku, 81 obyvatel, o 9 let později při druhém sčítání lidu již 173. K jiným církvím (evangelíkům, Židům) se hlásilo jen pár jednotlivců, bezvěrců bylo v roce 1930 97.
V Předmostí působila ve své době populární dechovka Hanácká hudba v čele s kapelníkem Josefem Janíčkem. Josef Knejzlík vedl dlouhá léta oblíbený časopis Rádce z Předmostí (do 1924 pod názvem Český Rolník, od 1951 Rádce zahrádkářů), který vycházel v letech 1907–1953. Dále vycházel v Předmostí Farní věstník.
Německá armáda obsadila Předmostí spolu s Přerovem 15. března 1939. Místní obyvatelé, v drtivé většině Češi, ji nepřivítali. Za tři měsíce se v obci objevily protiněmecké letáky. V roce 1942 se stal starostou dřívější lidovec a pracovník ve spolku Orel Bedřich Pospíšil (Josef Knejzlík byl zatčen). Blížící se konec války zasáhl i do života předmostských obyvatel. 17. ledna 1945 byla školní budova přidělena Vlasovcům, později se do ní nastěhovala německá armáda. Po osvobození obce dne 8. května 1945 v ní krátce (do 20. května) sídlila sovětská armáda.
Po válce se politické poměry změnily, národní socialisté ztratili svou majoritu. Ve volbách do parlamentu 1946 dali občané z Předmostí nejvíce hlasů KSČ (454) před ČSNS (309), ČSL (238) a Čs. sociální demokracií. Opět přišla otázka spojení obce s Přerovem. Stalo se tak k 29. prosinci 1949, kdy vznikl společný MNV pro Přerov a připojené obce (tedy včetně Přerova II - Předmostí). Nicméně o čtyři roky později se Předmostí znovu osamostatnilo. V roce 1950 bylo v obci založeno JZD.

### Součást města Přerova (od 1960)
1. července 1960 se stalo Předmostí definitivně součástí města Přerova. V následujícím období došlo k reorganizaci hospodářského zázemí. Místní cihelna připadla roku 1962 pod správu nově vytvořeného podniku Severomoravské cihelny (podnik vznikl sloučením Hanáckých cihelen se sídlem v Olomouci a Hlučínských Slezských Cihelen). Místní JZD bylo roku 1974 sloučeno spolu s některými dalšími jinými do většího celku Rudý Říjen s centrem v Brodku u Přerova.

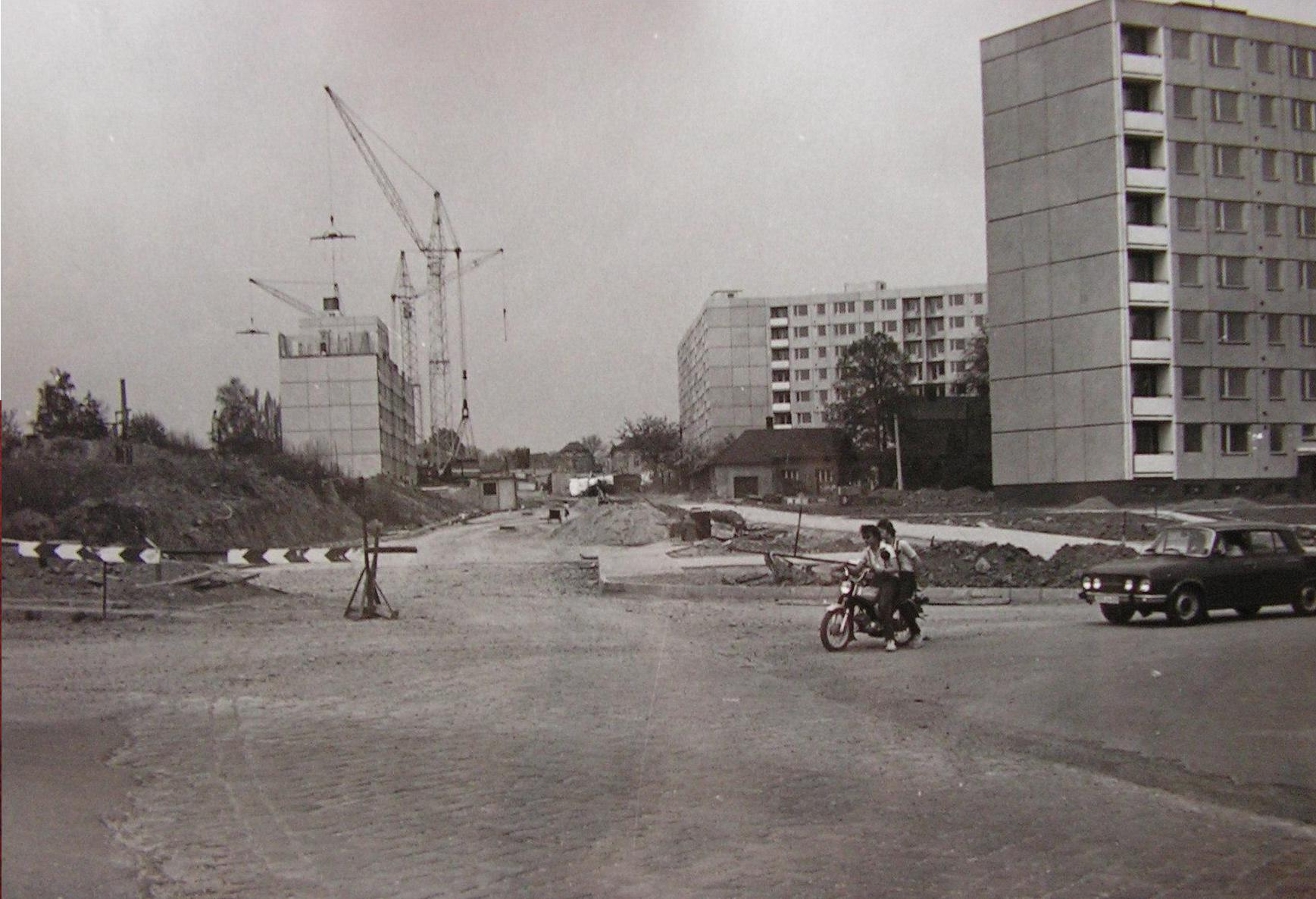
Výstavba sídliště v Předmostí, květen 1984. Pohled na Hranickou ulici

K významným místním událostem patřilo otevření kina Panorama v září 1964 v budově bývalé Orlovny, a první autokrosový závod na území Československa v prostoru cihelny. Sportovní vyžití zajišťoval od roku 1967 TJ OSP.
Převratné změny však čekaly Předmostí po roce 1975, kdy byla zahájena výstavba panelového sídliště. Dokončena byla prakticky až koncem 80. let. Původní vesnický ráz Předmostí byl zcela setřen a změněn. Vzhled Předmostí se tak spíše přiblížil běžnému panelovému sídlišti. Nelze ale pominout fakt, že více než 1000 nových bytů značně odlehčilo tísnivé bytové krizi. Pamatováno bylo též na sociální a kulturní zázemí Předmostí, jehož počet obyvatel se zvýšil 4000 osob. Obytné budovy doplnilo nákupní centrum, samoobsluha, zdravotní středisko, hospoda s bufetem, mateřská, a především velká základní škola. Dosavadní budova školy z roku 1898 se ukázala jako nevyhovující, což potvrdil i fakt, že na podzim 1985 se zřítila část její zadní stěny. Nová budova ZŠ J. A. Komenského byla otevřena 29. srpna 1988. Její součástí je tělocvična, moderně vybavené učebny, dílny a pěstitelské pozemky. Mateřská školka byla zprovozněna následujícího roku. Výstavbou sídliště vznikly rovněž tři nové ulice - Michajlovská (dnes Dr. M. Horákové, U dráhy a Pod Skalkou). Celkem se tak nachází v Předmostí 18 ulic. Vybudována byla komunikace I/18 (obchvat Předmostí).
Již v roce 1978 bylo zprovozněno venkovní koupaliště, které ale fungovalo relativně krátce. Později dobudovaný tobogan místo adrenalinového požitku nabízel pouze pomalé sklouzávání (díky nízkému tlaku vody) a nebezpečí sedření plavek. V 90. letech bylo koupaliště i s restaurací uzavřeno. Nedostatkem sídliště je zejména podcenění potřeby parkovacích ploch, kterých je nyní vzhledem k nárůstu motorových vozidel v posledních letech nedostatek.
Po roce 1989 zaniklo kino Panorama, TJ OSP se změnil na TJ Pozemní stavby a JZD bylo reorganizováno a přiřazeno k ZD Kokory. Došlo k rozmachu podnikatelských aktivit, některé podniky a obchody ale vydržely jen krátce. Významnou událostí bylo otevření servisního střediska firmy Olympus, kde bylo zaměstnáno 120 lidí (21. května 2004). V červenci 1996 byla zrušena předmostská teplárna, a Předmostí bylo napojeno na Přerov. Na počátku nového století se opravily komunikace, v lokalitě pod nákupním střediskem bylo zřízeno náměstíčko s hodinami. Došlo k revitalizaci sídliště.

### Demografický vývoj
Vývoj počtu obyvatelstva podle sčítání lidu (k roku 2005 úřední odhad):
| Rok            | 1850 | 1869 | 1880 | 1890 | 1900 | 1910 | 1921  | 1930  | 1950  | 1961  | 1970  | 1980 | 1991  | 2001  | 2005  |
| -------------- | ---- | ---- | ---- | ---- | ---- | ---- | ----- | ----- | ----- | ----- | ----- | ---- | ----- | ----- | ----- |
| Počet obyvatel | 450  | 458  | 545  | 572  | 652  | 953  | 1 178 | 1 566 | 1 682 | 1 513 | 1 366 | 625  | 5 830 | 5 373 | 5 088 |

Počet obyvatelstva stabilně vzrůstal až do padesátých let. Výrazný pokles v roce 1980 souvisí s demolicí obce, prudký nárůst naopak s dokončením panelového sídliště. Jelikož se na sídliště nastěhovaly zejména mladé rodiny, dochází opět k mírnému poklesu ve stárnutí populace.

## Současnost Předmostí

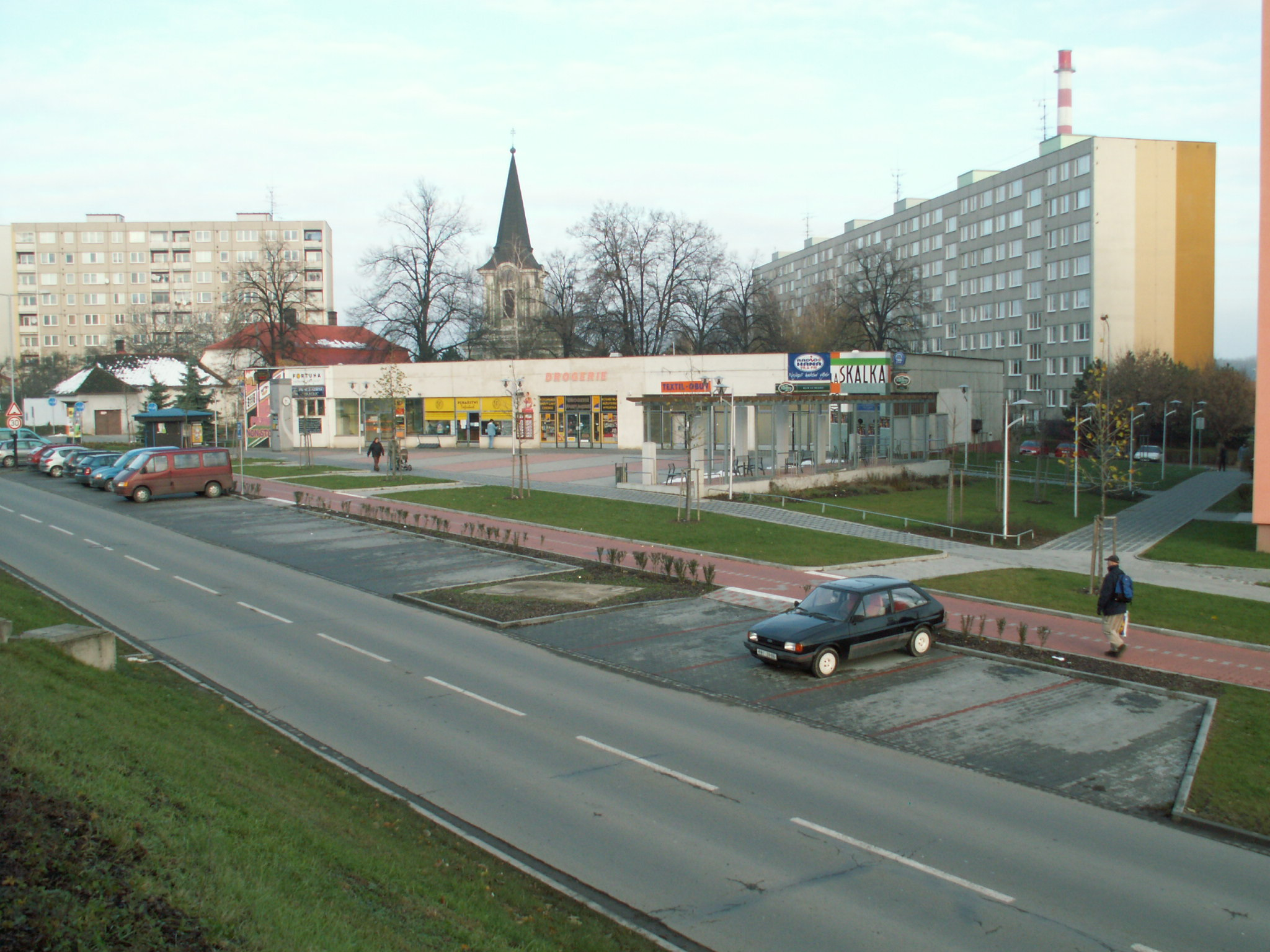
Přerovské náměstíčko s kostelem sv. Máří Magdalény v pozadí

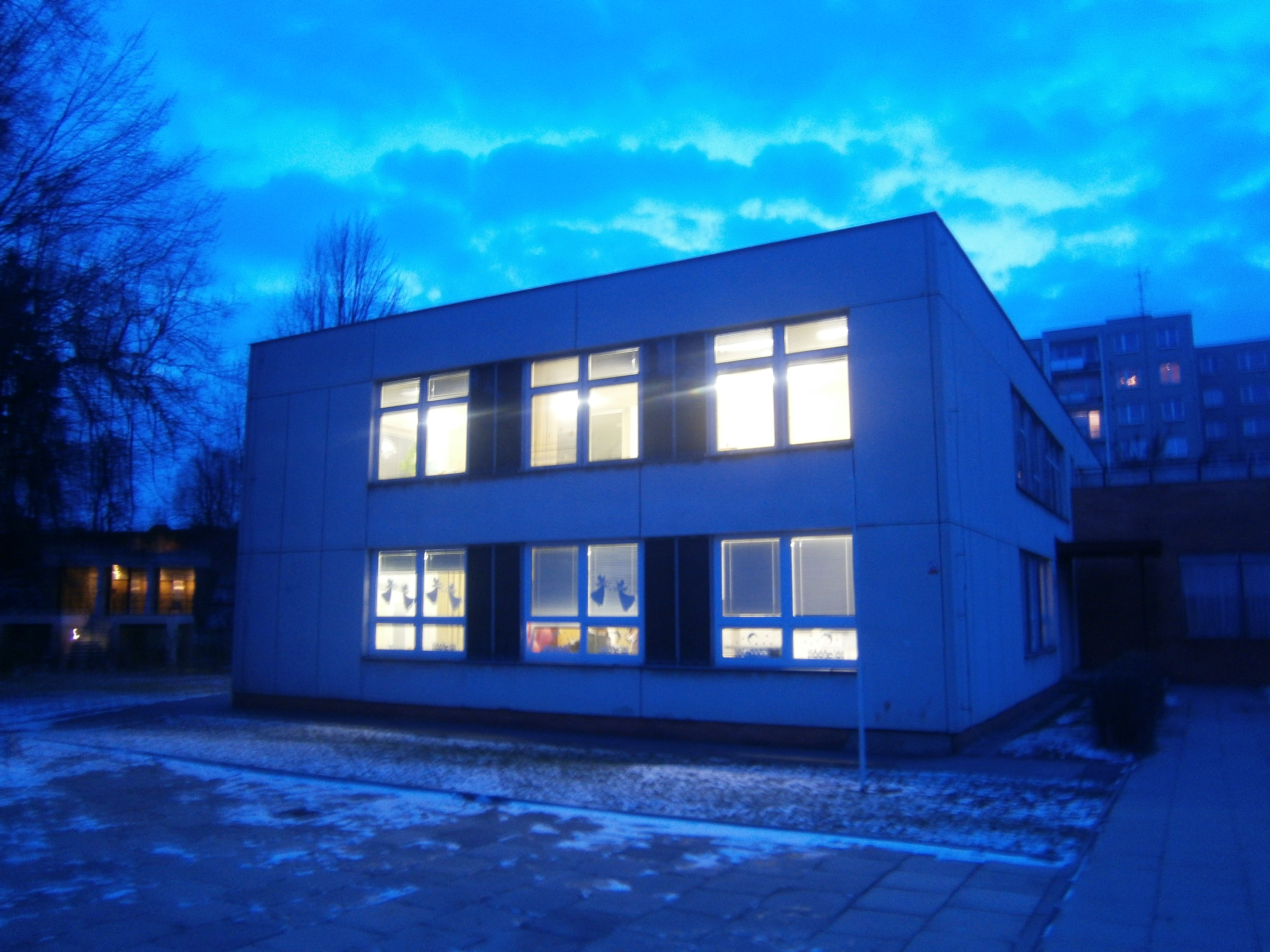
ZŠ a MŠ Mateřídouška Pod Skalkou 11, 1. stupeň školy

V Předmostí dnes sídlí Policie ČR, a je zde pobočka pošty i městské knihovny. Správa a údržba silnic zde má středisko zimní údržby. Zdravotní středisko má dětské i dospělé oddělení, v Předmostí též fungují dva zubní lékaři a Sociální středisko (domov důchodců).
Školy jsou nyní v provozu dvě:
- ZŠ J. A. Komenského. V roce 1999 zřídili její žáci a učitelé malé muzeum pravěkého člověka. Původně sídlilo ve staré školní budově, od 2004 je umístěno v bývalém protiatomovém krytu pod školou.[6]
- ZŠ a Mateřská škola Mateřídouška. Inkluzivní škola rodinného typu s unikátním individuálním přístupem k žákům s dvacetiletou tradicí, vznikla z nadšení učitelů a rodičů.

V roce 2012 se rozhodli přerovští radní obě školy "sloučit", což provedli bez veřejné diskuze formálním zrušením ZŠ Mateřídouška. Vzbudili tím bouři občanské nevole, jelikož jde o jedinou školu s alternativním přístupem k žákům v Přerově a okolí. Tento konflikt stále není vyřešen.
V Předmostí funguje několik firem a obchodů, jmenujme hlavně dvě samoobsluhy (doplněné několika menšími obchody s potravinami). Nechybí ani několik hospod, největší tradici má Hospoda u Mamuta. V renovované budově bývalé hasičské stanice byl otevřen hostinec BoRa.
Vzhledem k počtu obyvatel není nabídka služeb příliš bohatá, což je způsobeno blízkostí Přerova a snadným dopravním spojením (linka 2 v pracovní dny, linka 6 o víkendu a linka 1 po celý týden). S centrem města je možná doprava příměstskými autobusy.

## Pamětihodnosti
Staré architektury se zachovalo poskrovnu, starou zástavbu pohltilo sídliště. Z budov stojí za zmínku prakticky tři:
- Rokokový kostel sv. Máří Magdalény
- Fara z 18. století
- Budova staré školy
- Hřbitov z počátku 19. století

Další zajímavosti:
- Socha sv. Jana Nepomuckého z roku 1728 u kostela
- Bronzový památník Mistra Jana Husa za kostelem, dílo J. Pelikána
- Sonda do pravěku, památník se stylizovanou geometrickou venuší a reliéfními plastikami mamutích kostí z roku 1989
- Pamětní desky na budově staré školy upomínají na oběti první i druhé světové války
- Pamětní deska na nalezišti, odhalená roku 1971
- Bludný balvan v zahradě MŠ, v areálu bývalé Chromečkovy zahrady s pamětní deskou
- Model mamuta na Čekyňském kopci v podživotní velikosti

V červenci 2006 byly zahájeny práce na naučné stezce, jejíž součástí je také památník lovců mamutů, kde byly na místě konzervovány nálezy kostí pravěkých zvířat v autentické vrstvě. Stezka s délkou přes 8 km byla zprovozněna v říjnu téhož roku.

## Osobnosti
- Josef Knejzlík (24. 8. 1878 Třebíč – 20. 6. 1952 Předmostí), dlouholetý starosta, poslanec parlamentu ČSR
- Fráňa Kopeček (14. 10. 1881 Předmostí – 23. 8. 1946 Ostrava), pedagog, spisovatel, kulturní pracovník působící hlavně ve Znojmě.
- Karel Vrba (29. 12. 1911 Předmostí – 17. 1. 1971 Přerov), primář gynekologicko-porodnického oddělení přerovské nemocnice
- Vlatimil Knejzlík (13. 5. 1910 Předmostí – 6. 5. 1997 tamtéž), syn J. Knejzlíka, redaktor a vydavatel časopisu Rádce z Předmostí

## Galerie

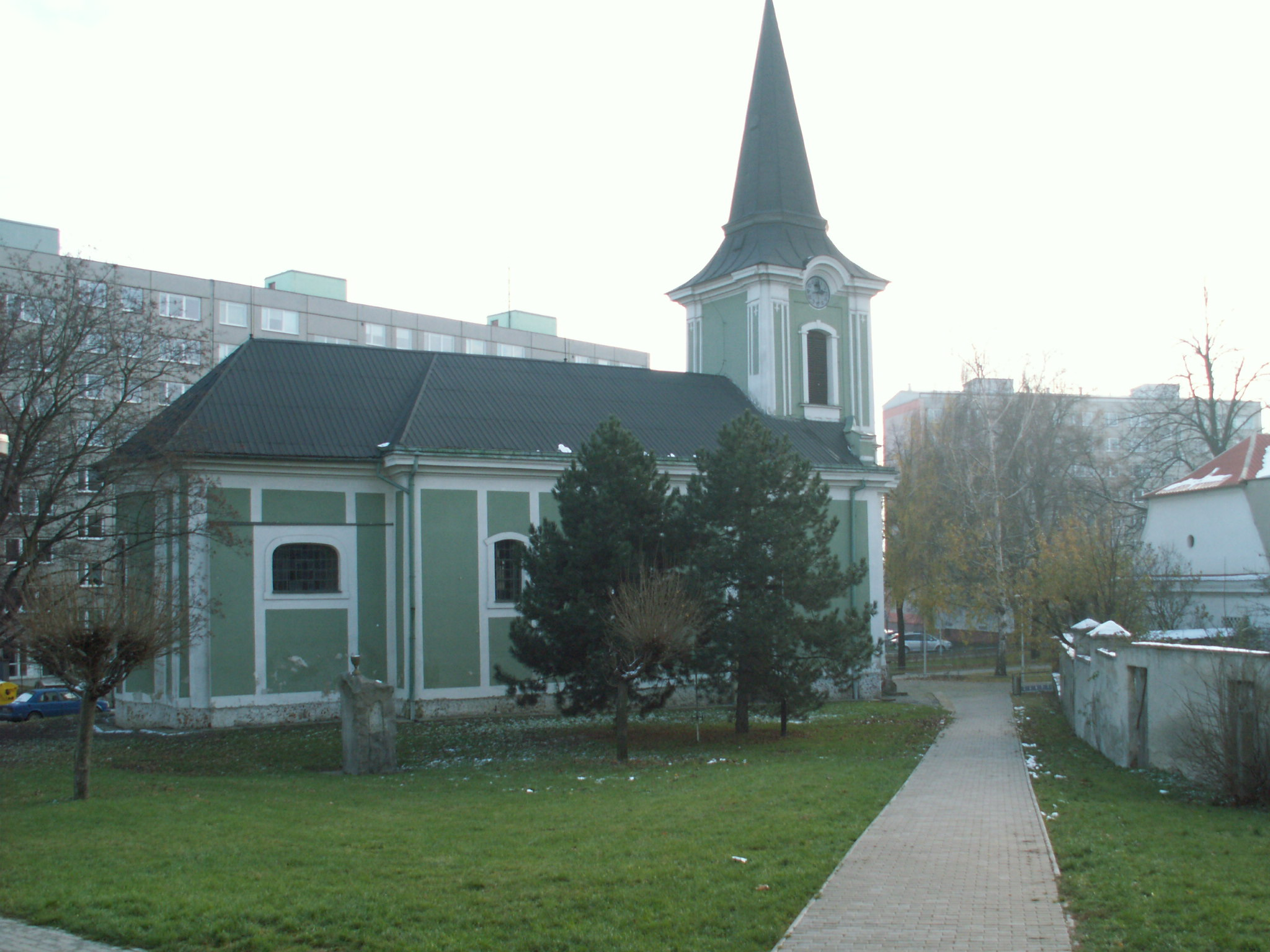
Kostel s pomníkem Jana Husa v popředí
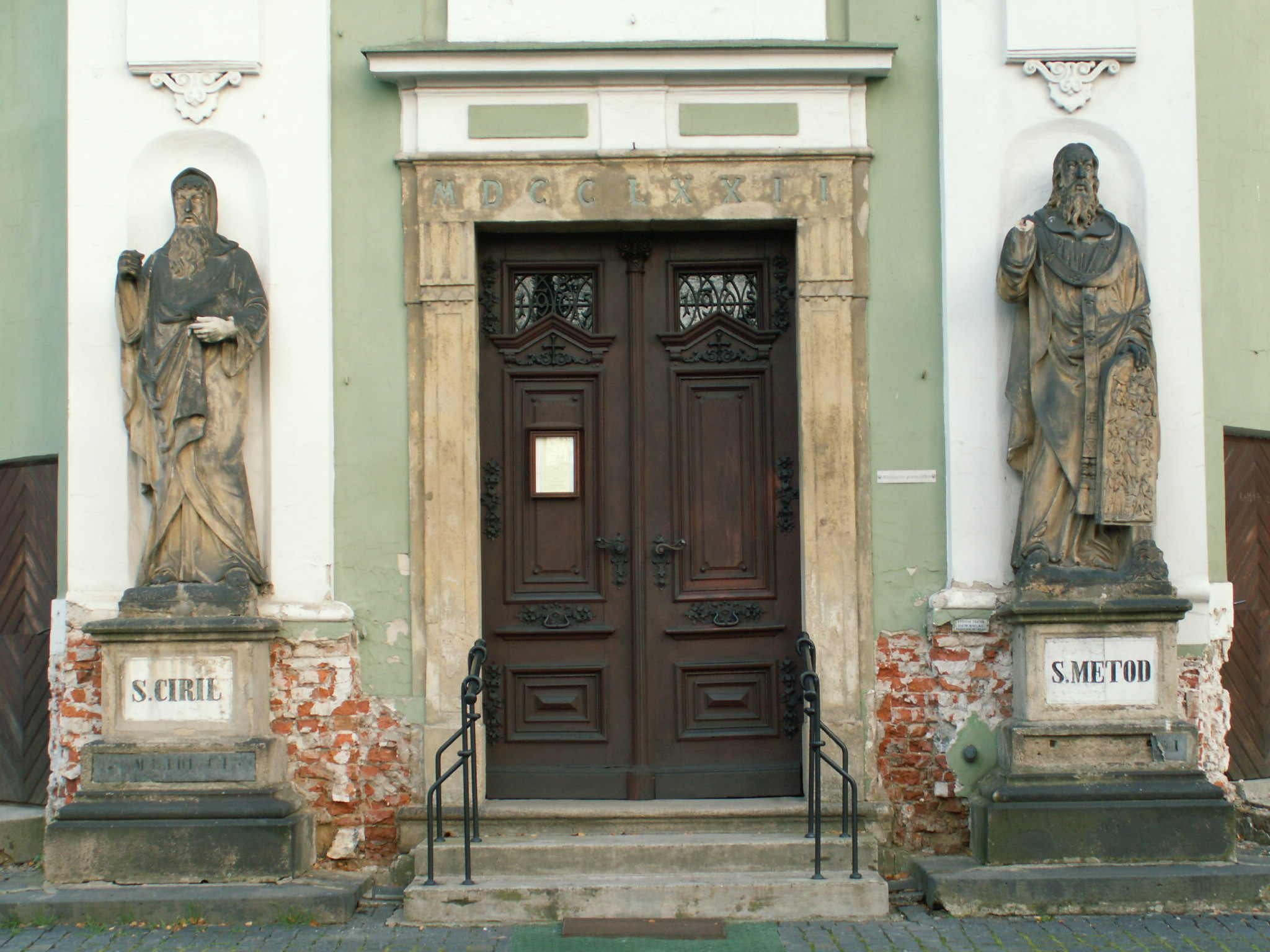
Sochy Cyrila a Metoděje z roku 1863 u dveří kostela
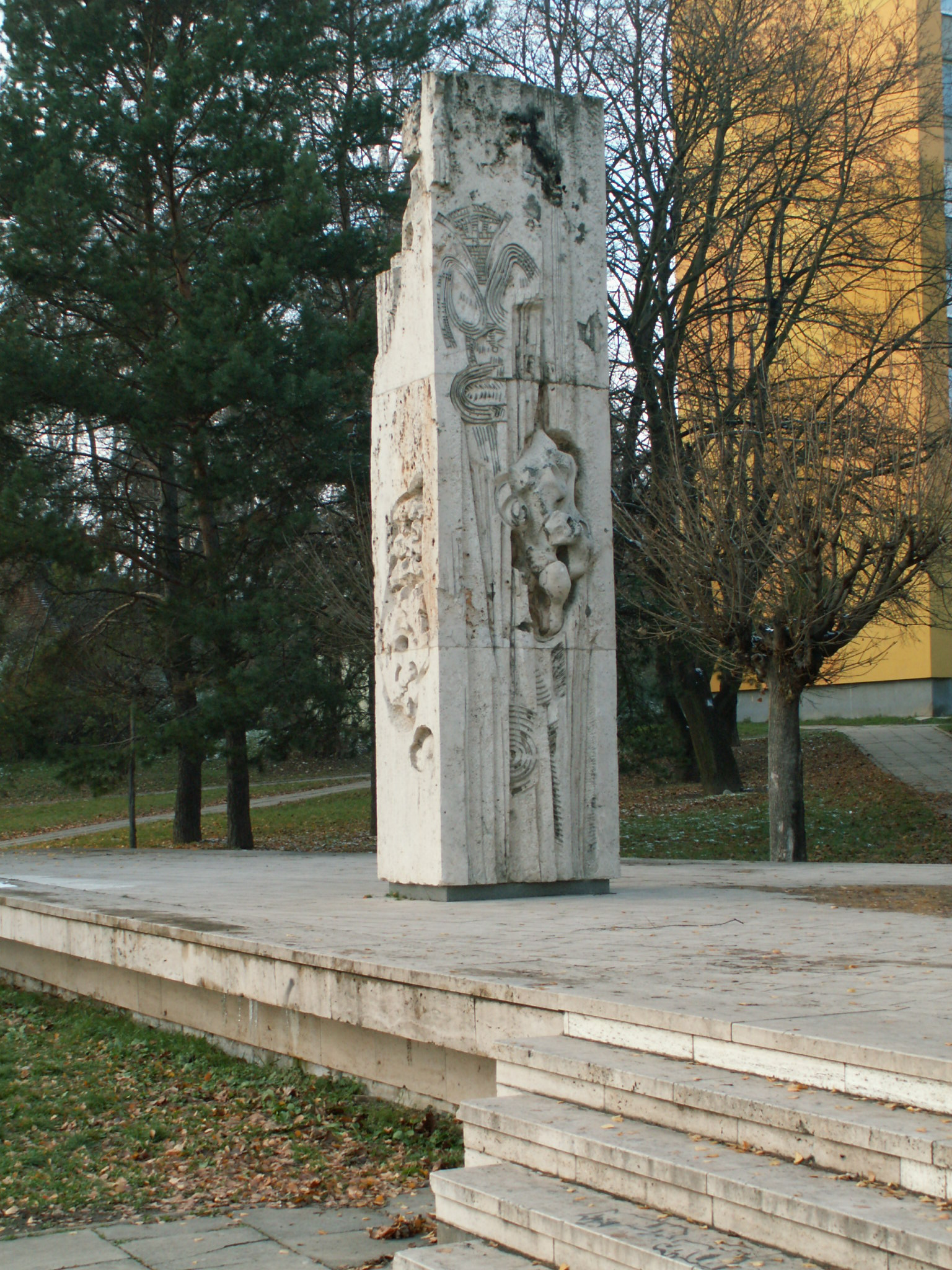
Sonda do pravěku, památník archeologického naleziště
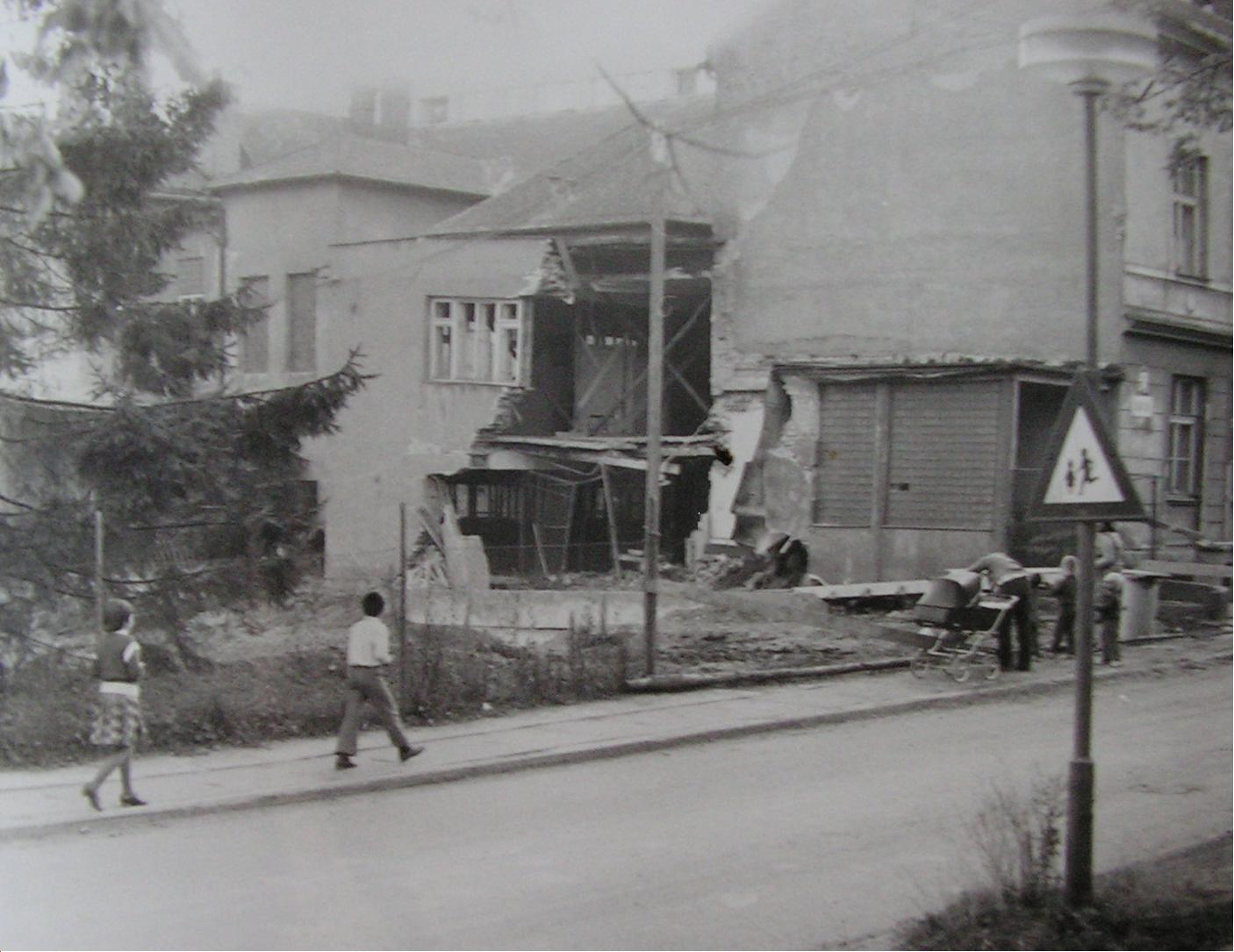
Zřícená stěna staré školy, podzim 1985
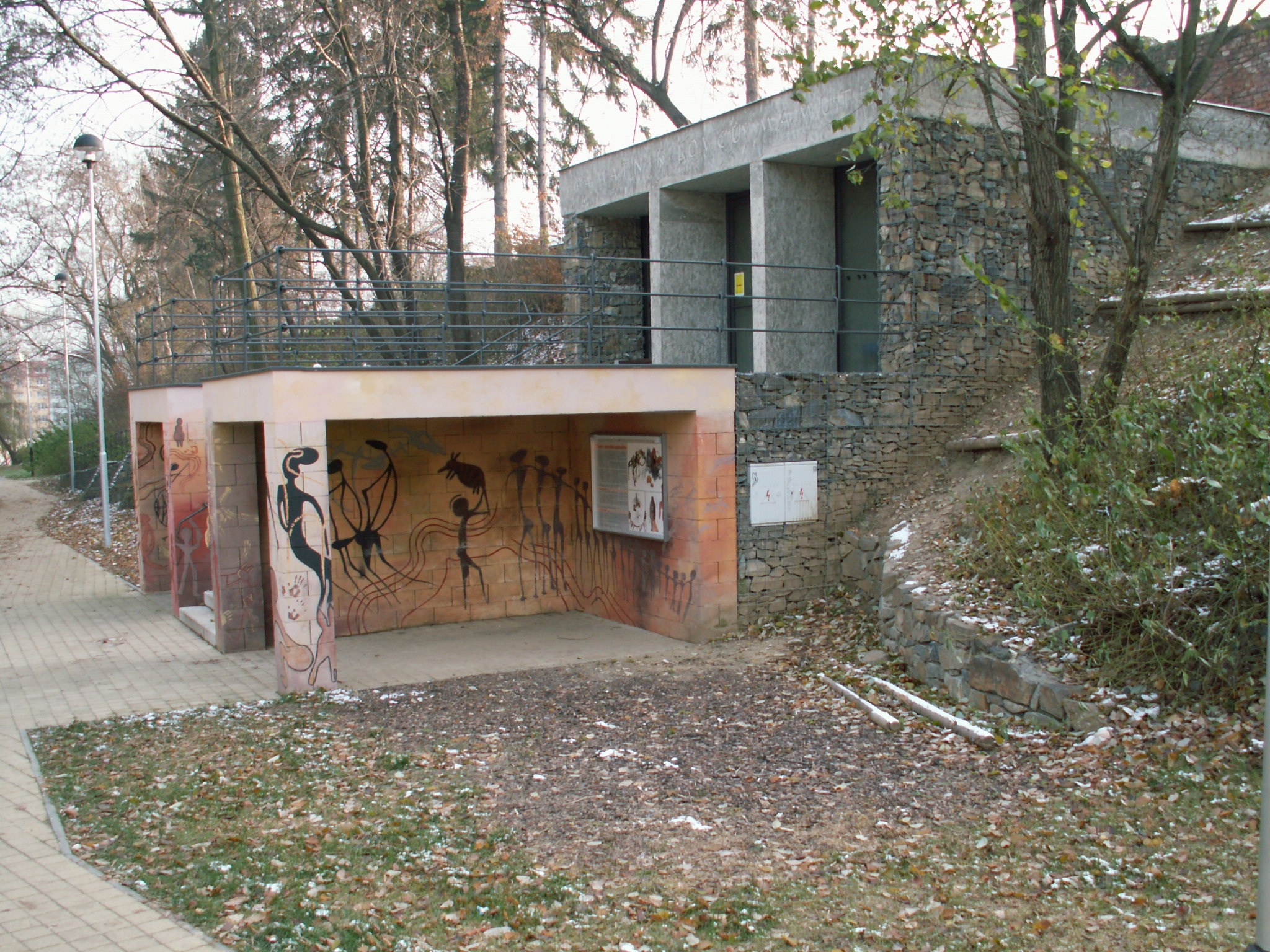
Památník lovců mamutů, otevřený v roce 2006
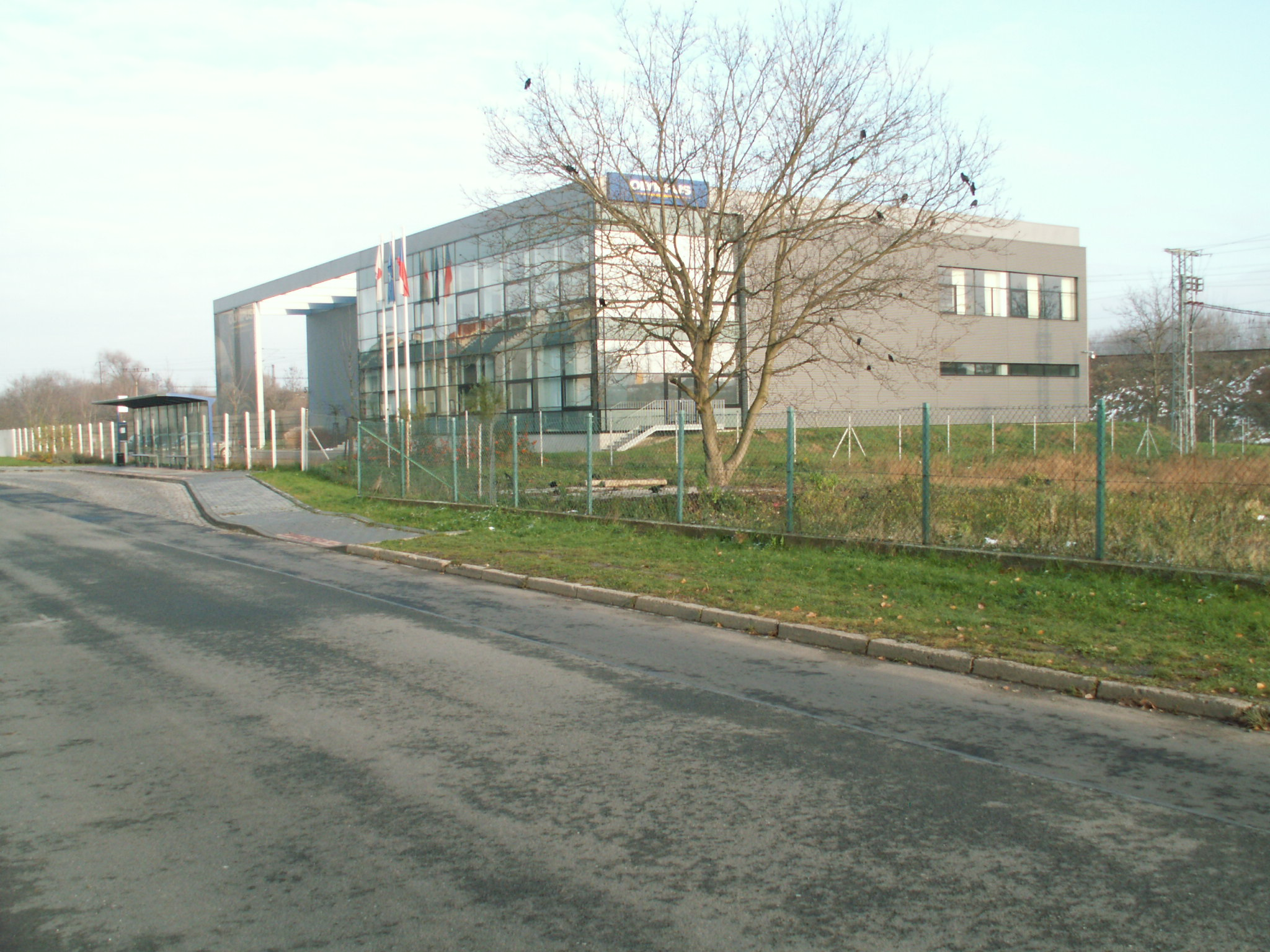
Provozovna firmy Olympus, otevřená v roce 2004